# Charles Howard (2e comte de Nottingham)
Pour les articles homonymes, voir Charles Howard et Howard.
Charles Howard, 2e comte de Nottingham (17 septembre 1579 - 3 octobre 1642) d'Effingham, Surrey est un homme politique britannique.

## Biographie
Il est le deuxième fils (mais le plus âgé survivant) de Charles Howard (1er comte de Nottingham) et de Catherine Carey. De 1615 à 1624, il est appelé Lord Howard d'Effingham avant de succéder à son père comme 2e comte de Nottingham. 
Il est député à cinq reprises entre 1597 et 1614, pour Bletchingley et pour le Surrey en 1597, pour le Sussex en 1601 et 1604 et pour New Shoreham au Parlement stérile de 1614. Il est fait chevalier en 1603 et plus tard nommé vice-amiral du Sussex à vie . 
Il se marie le 19 mai 1597 avec Charity White (décédée le 18 décembre 1618), fille de Robert White et en secondes noces, le 22 avril 1620, avec Mary Cokayne, fille de Sir William Cockayne, lord-maire de Londres en 1619. Il n'y a aucun enfant connu de l'un ou de l'autre mariage et il est donc remplacé par son demi-frère, Charles Howard (3e comte de Nottingham). 
Le lycée d'Effingham, Surrey, l'école Howard d'Effingham, porte son nom. 